# Ghiacciaio Freeman
Il ghiacciaio Freeman (in inglese Freeman Glacier) è un vasto ghiacciaio situato sulla costa di Clarie, nella parte orientale della Terra di Wilkes, in Antartide. Il ghiacciaio, il cui punto più alto si trova a circa 65 m s.l.m., fluisce verso nord fino a entrare nella costa occidentale della baia di Perry, poco a est di punta Freeman.

## Storia
Il ghiacciaio Freeman è stato mappato grazie a fotografie aeree scattate durante l'operazione Highjump, 1946-1947, ed è stato in seguito così battezzato dal Comitato consultivo dei nomi antartici in onore di J. D. Freeman, velaio a bordo del Peacock, uno sloop facente parte della Spedizione di Wilkes, 1838-42, ufficialmente conosciuta come "United States Exploring Expedition" e comandata da Charles Wilkes.